# Giovanni d'Andrea
Giovanni d'Andrea ou Johannes Andreæ, (Rifredo, c. 1270/1275 — Bolonha, 1348) foi um especialista italiano em Direito canônico, o canonista mais renomado e bem-sucedidos do final da Idade Média. Seus contemporâneos se referiam a ele como iuris canonici fons et tuba (“a fonte e a trombeta do direito canônico”). O mais importante entre as suas obras foram os extensos comentários sobre todas as coleções oficiais de epístolas decretais dos papas, julgamentos papais na forma de cartas a juízes delegados que estavam no cerne do direito canônico.

## Biografia
Giovanni d'Andrea nasceu em Rifredo, perto de Florença, e estudou Direito romano e Direito canônico na Universidade de Bolonha, a maior escola de Direito da época, onde se distinguiu neste tema, tanto que foi nomeado professor em Pádua, e depois em Pisa antes de retornar a Bolonha, onde permaneceu dos anos 1301–1302 até sua morte, exceto por breve período em Pádua, de 1307 a 1309 e em 1319. Escreveu os estatutos pelos quais a Universidade foi governada, em 1317.
Histórias curiosas foram escritas sobre ele, como, por exemplo, a da automortificação que ele se submetia todas as noites por aproximadamente vinte anos deitado nu no chão e coberto apenas com uma pele de urso; que em uma audiência com o Papa Bonifácio VIII, por sua extraordinária baixa estatura, levou o Papa a acreditar que ele estava de joelhos, e pediu-lhe três vezes para que ficasse de pé, para divertimento dos cardeais; e que ele teve uma filha, Novella d'Andrea, tão conhecedora de Direito, que quando ele precisava se ausentar, ela o substituía em suas palestras, era tão bonita, que tinha que esconder o seu rosto por detrás de uma cortina para não distrair a atenção dos alunos.
D'Andrea morreu em Bolonha em decorrência da peste negra em 1348, e um epitáfio na igreja dos dominicanos, na qual foi sepultado, o chamando de Rabbi Doctorum, Lux, Censor, Normaque Morum atesta o reconhecimento de seu caráter público. Johannes Calderinus foi seu aluno e, mais tarde, seu filho adotivo. Paulus de Liazariis e Giovanni Antonio Sangiorgio estavam entre seus alunos, e tinha entre seus amigos os humanistas Cino da Pistoia e Petrarca.

## Obras selecionadas
A produção de Giovanni d'Andrea foi vasta:

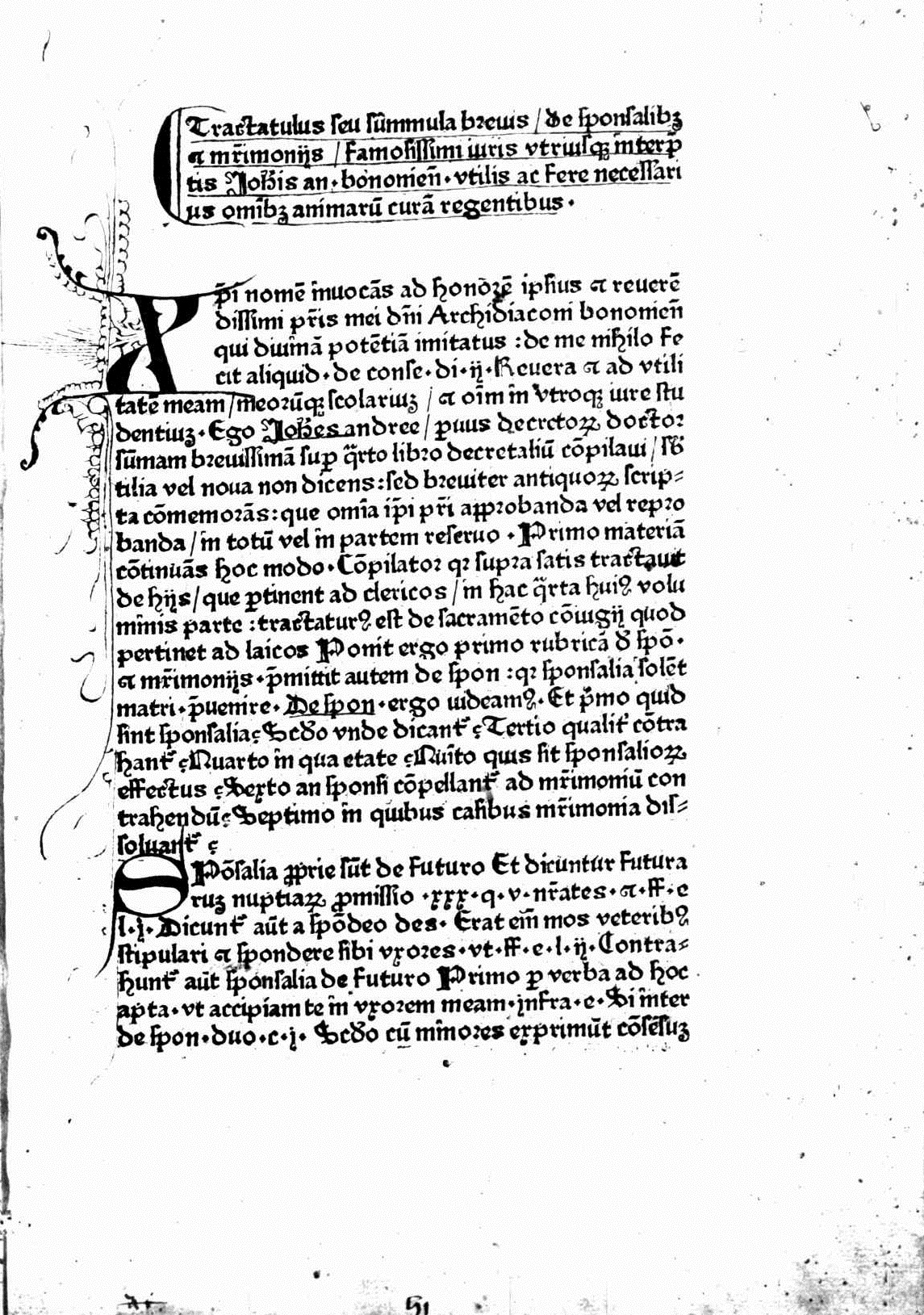
Summa de sponsalibus et matrimoniis, 1472-1474

- Uma glosa chamada Novella sive commentarius in decretales epistolas Gregorii IX sobre a Liber Extra (1234), compilada sob a direção do Papa Gregório IX;
- Um elogio de São Jerônimo, o Hierominianum;
- Glosas sobre as Constitutiones Clementinae ou Epístolas decretais clementinas de 1317;
- Um comentário chamado de Mercuriales sobre o Regula iuris no Liber Sextus (1298) do Papa Bonifácio VIII.

Entre as obras menores, estão seus aditamentos ao Speculum de Guilherme Durando são simplesmente uma adaptação do Consilia de Oldradus de Ponte, assim como também é seu De Sponsalibus et Matrimonio, de Johannes Anguisciola.